# Reckersdorf

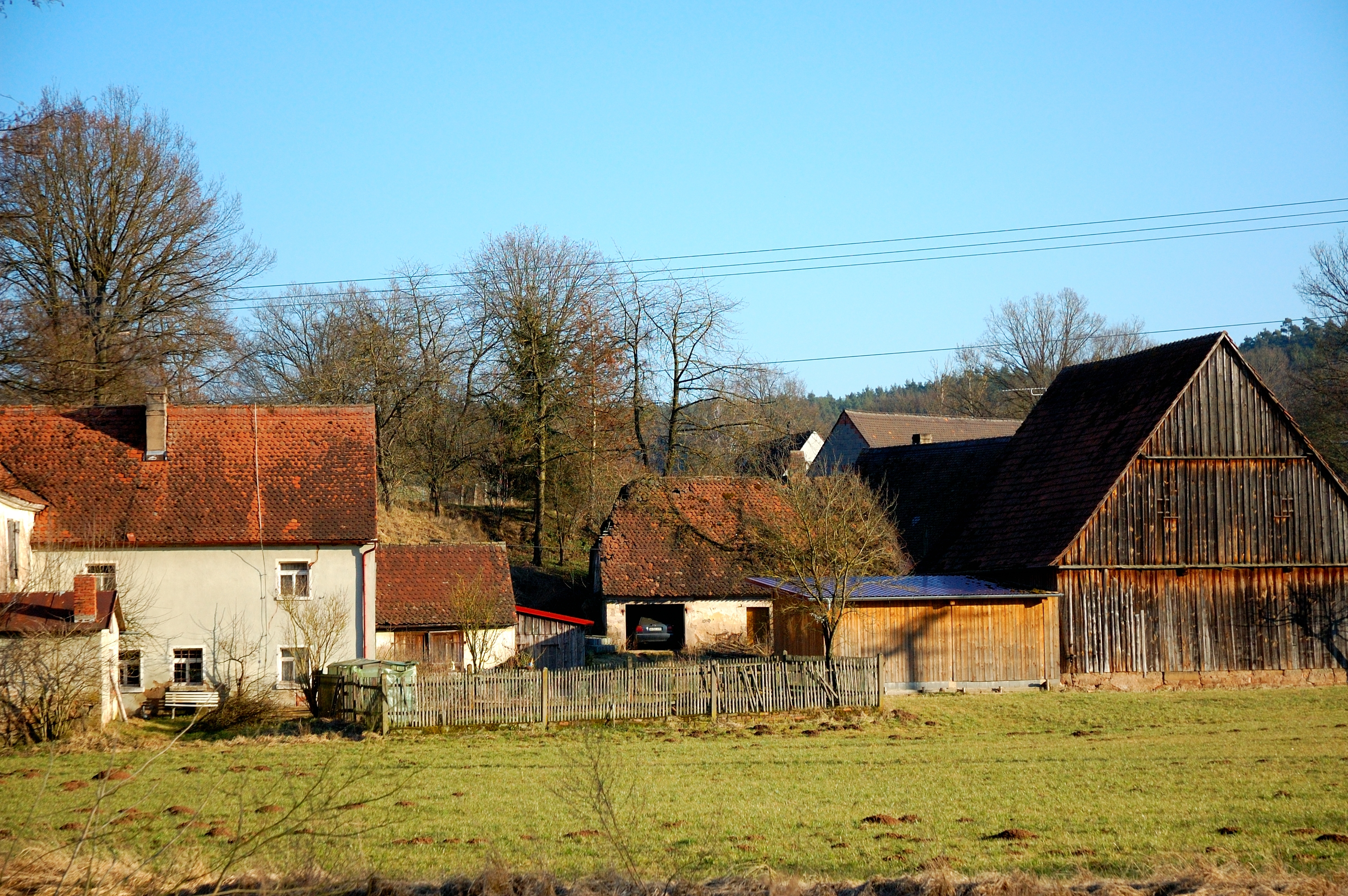
Reckersdorf

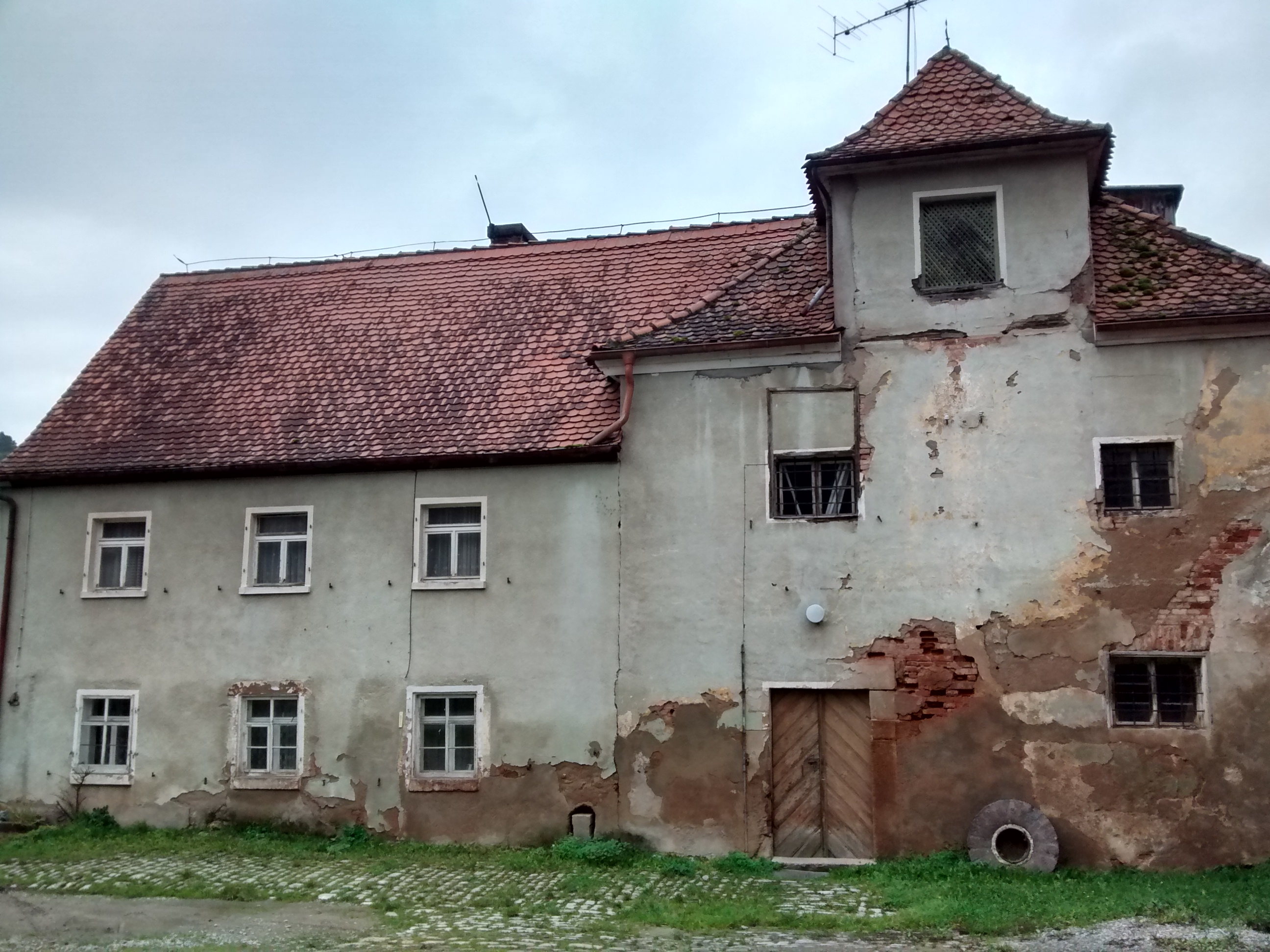
Haus Nr. 4: Ehemalige Mühle

Reckersdorf (fränkisch: Reggasch-dorf) ist ein Gemeindeteil der Gemeinde Bruckberg im Landkreis Ansbach (Mittelfranken, Bayern). Reckersdorf liegt in der Gemarkung Bruckberg.

## Geografie
Durch den Weiler fließt der Haselbach und ein namenloser Bach, der dort als rechter Zufluss in den Haselbach mündet. Im Nordwesten grenzt der Schleißwald an, 0,5 km östlich liegt der Haslacher Wald. Durch den Ort verläuft die Staatsstraße 2246, die nach Obereichenbach zur Bundesstraße 14 (6,5 km südwestlich) bzw. nach Bruckberg führt (1,5 km nordöstlich).
Durch den Ort verläuft der Fränkische Marienweg.

## Geschichte
Der Ort wurde 1295 als „Reckersdorf“ erstmals urkundlich erwähnt. Das Bestimmungswort des Ortsnamens ist der Personenname Recker (abgeleitet von Redger), der als Gründer des Ortes anzunehmen ist. 1313 verkaufte Albert von Vestenberg die Gefälle eines Hofes an das Kloster Heilsbronn. Am 21. Dezember 1443 wurde Reckersdorf in einer Urkunde erwähnt, mit der die Stadt Sankt Veit an der Glan, das damals zum Bistum Bamberg gehörte, einem Wilhelm von Waldenfels und seinen Brüdern unter anderem „ein gut zu Reckerstorff“ verlieh.
Im 16-Punkte-Bericht des Oberamtes Ansbach von 1684 wurden für Reckersdorf 6 Mannschaften verzeichnet: 3 Anwesen unterstanden dem Hofkastenamt Ansbach, 1 Anwesen dem Klosterverwalteramt Heilsbronn, 1 Anwesen der Mendelschen Zwölfbrüderstiftung der Reichsstadt Nürnberg und 1 Anwesen ursprünglich den Herren von Danngrieß zu Vach, jetzt Pfinzing. Das Hochgericht und die Dorf- und Gemeindeherrschaft übte das brandenburg-ansbachische Hofkastenamt Ansbach aus.
Gegen Ende des 18. Jahrhunderts gab es in Reckersdorf 7 Anwesen und ein Gemeindehirtenhaus. Das Hochgericht übte weiterhin das Hofkastenamt Ansbach aus. Die Dorf- und Gemeindeherrschaft hatte das brandenburg-ansbachische Vogtamt Bruckberg. Grundherren waren das Fürstentum Ansbach (Hofkastenamt Ansbach: 2 Höfe, 1 Mühlgut, 1 Leerhaus; Klosterverwalteramt Heilsbronn: 1 Hof), die Mendelsche Zwölfbrüderhausstiftung (1 Hof) und der Nürnberger Eigenherr von Haller (1 Hof). Von 1797 bis 1808 unterstand der Ort dem Justiz- und Kammeramt Ansbach. Es gab zu dieser Zeit 7 Untertansfamilien, von denen 5 ansbachisch waren.
Im Rahmen des Gemeindeedikts wurde Reckersdorf dem 1808 gebildeten Steuerdistrikt Bruckberg und der 1811 gegründeten Ruralgemeinde Bruckberg zugeordnet.

### Baudenkmäler
- Haus Nr. 1: Bauernhaus, eingeschossiger Bau wohl noch des 17. Jahrhunderts mit Fachwerkgiebel[15]
- Haus Nr. 4: Wassermühle, zweigeschossiger Bau des 18. Jahrhunderts mit Zwerchhaus[16]

### Einwohnerentwicklung
| Jahr      | 001818 | 001840 | 001861 | 001871 | 001885 | 001900 | 001925 | 001950 | 001961 | 001970 | 001987 |
| Einwohner | 50     | 47     | 63     | 48     | 38     | 34     | 33     | 47     | 28     | 32     | 25     |
| Häuser    | 9      | 7      |        |        | 10     | 9      | 8      | 5      | 5      |        | 5      |
| Quelle    | [ 18 ] | [ 19 ] | [ 20 ] | [ 21 ] | [ 22 ] | [ 23 ] | [ 24 ] | [ 25 ] | [ 26 ] | [ 27 ] | [ 1 ]  |

## Religion
Der Ort ist seit der Reformation evangelisch-lutherisch geprägt und war ursprünglich nach St. Maria gepfarrt, seit 1981 ist die Pfarrei St. Martin zuständig. Die Einwohner römisch-katholischer Konfession sind nach St. Bonifatius gepfarrt.